# Domenico Valenzani
Domenico Giuseppe Maria Valenzani (Frascati, 27 settembre 1874 – Frascati, 29 settembre 1931) è stato un avvocato e politico italiano.

## Biografia
Laureato a Roma esercita la professione forense dedicandosi al contempo alla vita politica. Nel 1902 è sindaco del suo paese, nel 1910 e 1913 viene eletto deputato nel collegio di Albano Laziale. È stato sottosegretario all'agricoltura nel governo Orlando e segretario dell'ufficio di presidenza della Camera del Regno. Nominato senatore a vita nel 1920.